# Centralny Bank Samoa
Centralny Bank Samoa – bank centralny Samoa z siedzibą w Apii, założony w 1984 roku na mocy Ustawy o Centralnym Banku Samoa z tego samego roku. Bank odpowiada za emisję waluty Samoa, nadzór nad sektorem bankowym oraz regulowanie emisji, podaży, dostępności i wymiany pieniądza.

## Zadania
Zadania banku regulowane są Ustawą o Centralnym Banku Samoa z 1984 roku wraz z późniejszymi poprawkami z 2001 oraz 2010 roku, według której do jego głównych zadań i funkcji należy:
- regulowanie emisji, podaży, dostępności oraz wymiany waluty
- doradzanie Rządowi w sprawach bankowych i monetarnych
- promowanie wewnętrznej i zewnętrznej stabilności monetarnej
- promowanie solidnej struktury finansowej
- promowanie warunków kredytowych i walutowych sprzyjających systematycznemu i zrównoważonemu rozwojowi gospodarczemu Samoa
- nadzór i regulowanie sektora bankowego i przedłużeń kredytów
- udzielanie licencji i nadzór nad instytucjami finansowymi zgodnie z Ustawą o Instytucjach Finansowych z 1996[3]
- promowanie inkluzji finansowej i znajomości o finansach[3]
- emisja waluty

## Organizacja
Bankiem zarządza Zarząd, składający się z prezesa (governor), Sekretarza Finansowego oraz trzech innych członków (dyrektorów). Prezes i dyrektorzy powoływani są przez Głowę Państwa po konsultacji z Gabinetem.